# كارين بريدغ
كارين بريدغ (بالإنجليزية: Karen Bridge) هي لاعبة كرة الريشة بريطانية، ولدت في عقد 1950.

## روابط خارجية
- كارين بريدغ على موقع BWF.tournamentsoftware.com (الإنجليزية)
- كارين بريدغ على موقع BWFbadminton.com (الإنجليزية)
- كارين بريدغ على موقع اتحاد ألعاب الكومنولث (مؤرشف) (الإنجليزية)
- كارين بريدغ على موقع اتحاد ألعاب الكومنولث (مؤرشف) (الإنجليزية)